# Senatswahl in Tschechien 2002
Bei der Senatswahl in Tschechien 2002 wurde ein Drittel des Senats des Parlaments der Tschechischen Republik neu gewählt. Der erste Wahlgang fand am 25. und 26. Oktober 2002 statt, der zweite am 1. und 2. November 2002.

## Wahlverfahren
Alle zwei Jahre werden ein Drittel der 81 Senatssitze (27 Sitze) für sechs Jahre neu besetzt. Dabei standen 2002 die Sitze der Wahlkreise 3, 6, 9, …, 81 zur Wahl. Der Senat wird in Einerwahlkreisen per Mehrheitswahl gewählt. Erhält keiner der Kandidaten eine absolute Mehrheit der Stimmen im ersten Wahlgang, findet eine Stichwahl zwischen den beiden bestplatzierten Kandidaten statt.

## Ergebnisse

### Zusammenfassung
Die oppositionelle Demokratische Bürgerpartei (ODS) gewann die Wahl und sicherte sich vier zusätzliche Sitze. Ebenfalls erfolgreich waren Unabhängige und Vertreter von Kleinstparteien. Die Sozialdemokraten (ČSSD) von Ministerpräsident Vladimír Špidla und deren Koalitionspartner KDU-ČSL erlitten deutliche Verluste. Letztere waren nicht mehr als Teil der Viererkoalition angetreten.
- KSČM: 3
- ČSSD: 11
- Unabh.: 4
- Sonst.: 5
- SNK: 2
- US: 10
- KDU: 15
- ODA: 5
- ODS: 26

| Partei | Partei                                                                  | Erster Wahlgang | Erster Wahlgang | Zweiter Wahlgang | Zweiter Wahlgang | Sitze ohne Neuwahl | Sitze insgesamt | ±  |
| Partei | Partei                                                                  | Stimmen (in %)  | Sitze           | Stimmen (in %)   | Sitze            | Sitze ohne Neuwahl | Sitze insgesamt | ±  |
| ------ | ----------------------------------------------------------------------- | --------------- | --------------- | ---------------- | ---------------- | ------------------ | --------------- | -- |
|        | Občanská demokratická strana (ODS)                                      | 24,88           | 0               | 34,60            | 9                | 17                 | 26              | +4 |
|        | Česká strana sociálně demokratická (ČSSD)                               | 18,37           | 0               | 17,29            | 7                | 4                  | 11              | −4 |
|        | Komunistická strana Čech a Moravy (KSČM)                                | 16,53           | 0               | 6,98             | 1                | 2                  | 3               | ±0 |
|        | Křesťanská a demokratická unie – Československá strana lidová (KDU-ČSL) | 8,83            | 0               | 5,72             | 1                | 14                 | 15              | −5 |
|        | Unie svobody – Demokratická unie (US-DEU)                               | 7,33            | 0               | 4,41             | 1                | 9                  | 10              | +1 |
|        | Sdružení nezávislých kandidátů (SNK)                                    | 6,62            | 0               | 5,48             | 2                | 0                  | 2               | +2 |
|        | Nezávislí (NEZ)                                                         | 4,13            | 1               | 2,90             | 1                | 0                  | 2               | +2 |
|        | Občanská demokratická aliance (ODA)                                     | 1,33            | 0               |                  |                  | 5                  | 5               | −3 |
|        | Liberální reformní strana (LiDE)                                        | 1,14            | 0               | 2,44             | 1                | 0                  | 1               | +1 |
|        | Cesta změny (CZ)                                                        | 0,75            | 0               | 2,20             | 1                | 0                  | 1               | +1 |
|        | Hnutí nezávislých za harmonický rozvoj obcí a měst (HNHRM)              | 0,75            | 0               | 2,20             | 1                | 0                  | 1               | +1 |
|        | Unabhängige                                                             | 4,47            | 0               | 4,38             | 1                | 3                  | 4               | ±0 |
|        | Sonstige Parteien                                                       | 4,70            | 0               |                  |                  | 0                  | 0               | ±0 |
| Total  | Total                                                                   | 100,00          | 1               | 100,00           | 26               | 54                 | 81              | ±0 |

### Wahlkreisergebnisse

Wahlkreisgewinner nach Parteizugehörigkeit

|  | Občanská demokratická strana Česká strana sociálně demokratická Komunistická strana Čech a Moravy Křesťanská a demokratická unie – Československá strana lidová Unie svobody – Demokratická unie Občanská demokratická aliance Sonstige Parteien / Parteilose |

| Wahlkreis                | Wahlkreissieger | Wahlkreissieger | Wahlkreissieger     | Gegner (Stichwahl) | Gegner (Stichwahl) | Gegner (Stichwahl)  | % der Stimmen (Stichwahl) |
| Wahlkreis                | Partei          | Partei          | Name                | Partei             | Partei             | Name                | % der Stimmen (Stichwahl) |
| ------------------------ | --------------- | --------------- | ------------------- | ------------------ | ------------------ | ------------------- | ------------------------- |
| 3 – Cheb                 |                 | ČSSD            | Ladislav Macák      |                    | KSČM               | Václav Černý        | 64,74                     |
| 6 – Louny                |                 | ODS             | Miloslav Pelc       |                    | KSČM               | Filip Celba         | 54,71                     |
| 9 – Plzeň-město          |                 | US-DEU          | Richard Sequens     |                    | ODS                | Zdeněk Prosek       | 74,02                     |
| 12 – Strakonice          |                 | ČSSD            | Pavel Rychetský a   |                    | ODS                | Pavel Pavel         | 50,89                     |
| 15 – Pelhřimov           |                 | ČSSD            | Milan Štěch a       |                    | ODS                | Jan Litomiský       | 60,16                     |
| 18 – Příbram             |                 | ODS             | Jaromír Volný       |                    | ČSSD               | Zdeněk Vojíř a      | 55,67                     |
| 21 – Prag 5              |                 | ODS             | Miroslav Škaloud    |                    | US-DEU             | Václav Krása        | 56,20                     |
| 24 – Prag 9              |                 | ODS             | Josef Pavlata a     |                    | ČSSD               | Josef Dobrý         | 56,52                     |
| 27 – Prag 1              |                 | CZ              | Martin Mejstřík     |                    | ODS                | Petr Weiss          | 55,96                     |
| 30 – Kladno              |                 | ČSSD            | Ladislav Svoboda a  |                    | ODS                | Jindřich Sybera     | 52,63                     |
| 33 – Děčín               |                 | MHNHRM          | Josef Zoser         |                    | ČSSD               | Anna Briestenská    | 59,15                     |
| 36 – Česká Lípa          |                 | ODS             | Karel Tejnora       |                    | ČSSD               | Miroslav Coufal a   | 52,73                     |
| 39 – Trutnov             |                 | ODS             | Ivan Adamec         |                    | ČSSD               | Pavel Trpák         | 57,05                     |
| 42 – Kolín               |                 | ČSSD            | Jan Rakušan         |                    | ODS                | Vladislav Malát a   | 60,91                     |
| 45 – Hradec Králové      |                 | parteilos b     | Karel Barták a      |                    | VPM                | Martin Dvořak       | 62,08                     |
| 48 – Rychnov nad Kněžnou |                 | SNK             | Václava Domšová     |                    | KDU-ČSL            | František Bartoš a  | 63,98                     |
| 51 – Žďár nad Sázavou    |                 | SNK             | Josef Novotný       |                    | parteilos          | Jan Dřínek          | 61,06                     |
| 54 – Znojmo              |                 | NEZ             | Vladimír Železný    |                    |                    |                     | 50,82 (1. Wahlgang)       |
| 57 – Vyškov              |                 | ČSSD            | Ivo Bárek           |                    | KDU-ČSL            | František Adamec    | 51,0                      |
| 60 – Brno-město          |                 | LiRA            | Jiří Zlatuška       |                    | ODS                | Ivan Kopečný        | 57,85                     |
| 63 – Přerov              |                 | NEZ b           | Jitka Seitlová a    |                    | KSČM               | Josef Nekl          | 72,65                     |
| 66 – Olomouc             |                 | ODS             | Vítězslav Vavroušek |                    | ČSSD               | Karel Korytář a     | 50,26                     |
| 69 – Frýdek-Místek       |                 | ODS             | František Kopecký   |                    | KSČM               | Ivan Vrba           | 56,77                     |
| 72 – Ostrava-město       |                 | ODS             | Václav Roubíček     |                    | ČSSD               | Hana Zelenková      | 51,45                     |
| 75 – Karviná             |                 | KSČM            | Eduard Matykiewicz  |                    | ODS                | Petr Trojek         | 51,81                     |
| 78 – Zlín                |                 | ČSSD            | Alena Gajdůšková    |                    | ODS                | Irena Ondrová a     | 57,02                     |
| 81 – Uherské Hradiště    |                 | KDU-ČSL         | Josef Vaculík       |                    | ODS                | Květoslav Tichavský | 65,67                     |